# Bulakrejo (Sukoharjo)
Bulakrejo is een bestuurslaag in het regentschap Sukoharjo van de provincie Midden-Java, Indonesië. Bulakrejo telt 5426 inwoners (volkstelling 2010).